# Ashqelon
Ashqelon (in ebraico אַשְׁקְלוֹן‎?, ; in arabo عسقلان‎?, ʿAsqalān), in italiano nota anche come Ascalona, è una città nella zona del Negev occidentale, nel distretto Meridionale d'Israele, con 149.160 abitanti nel 2021.
Il sito archeologico di Ascalona, oggi noto come Tel Ashqelon, era il più antico e grande porto marittimo di Canaan, parte della pentapoli dei Filistei, a nord di Gaza e a sud di Giaffa.

## Geografia
Ashqelon è situata sulla costa del mar Mediterraneo, a 54 km a sud di Tel Aviv.

## Storia

### Periodo antico
Ascalona rivela tracce di insediamenti risalenti al III millennio a.C., con indizi che suggeriscono l'affermarsi di una città fortificata di grandi dimensioni durante la media Età del Bronzo. Le prime menzioni di Ascalona appaiono nei "testi di esecrazione" egiziani. Successivamente, durante la tarda Età del Bronzo, Ashqelon fu integrata nell'Egitto faraonico ed è menzionata in vari testi, tra cui le lettere di Amarna. 
A seguito della migrazione dei Popoli del Mare, Ashqelon divenne una delle cinque città della pentapoli dei Filistei, insieme ad Ashdod, Ekron, Gath e Gaza. La città fu successivamente distrutta dai Babilonesi ma fu successivamente ricostruita.

### Medioevo
Ascalona fu conquistata dagli Arabi nel 638, sotto il califfo ʿOmar ibn al-Khaṭṭāb. Fu occupata da Muʿāwiya ibn Abī Sufyān, governatore della Siria e futuro califfo omayyade.
Nel 1098 il califfo fatimide al-Mustanṣir bi-llāh fece costruire un mašhad (in arabo مَشْهَد‎?, ossia "luogo di sepoltura di un martire") per ospitare il cranio di al-Husayn ibn Ali, il terzo imam sciita ucciso da un contingente omayyadi fedele a Yazīd ibn Muʿāwiya. Si crede che il cranio sia poi stato trasferito ad al-Ǧūra, nella periferia di Ascalona, per poi essere spostato dai Fatimidi in un altro mašhad al Cairo, dove tuttora è conservato.
Nell'agosto del 1099 i Crociati, sotto il comando di Goffredo di Buglione, assediarono la città. Nel 1102 la strapparono ai Fatimidi, ma la fortezza resistette fino all'assedio del 1153. Solo in questa data la città fu realmente incorporata nel Regno di Gerusalemme da Baldovino III di Gerusalemme. La battaglia navale di Ascalona confermò lòa forte concorrenza marittima di Venezia su Costantinopoli nel 1126.
La città fu riconquistata da Saladino nel 1187. La fortezza fu rasa al suolo per evitare che cadesse nelle mani del re inglese Riccardo Cuor di Leone. Il re d'Inghilterra prese comunque Ascalona e Giaffa, negoziò con Saladino il libero accesso a Gerusalemme per i pellegrini e tornò in Inghilterra nel 1192.
Nel 1270 il sultano mamelucco Baybars rase al suolo la città e il suo porto.
L'arabo al-Majdal (in arabo المجدل‎?, in ebraico: אל-מג'דל, מגדל; scritto anche Majdal e Migdal) veniva descritto come un grande villaggio nel XVI secolo ma nel 1596 era diventato la sesta città della Palestina, con una popolazione di 27.953 abitanti.

### Età contemporanea
Nel censimento della Palestina del 1922, Majdal annoverava una popolazione di 5 064 abitanti; 5.064; 33 dei quali cristiani e 5.031 musulmani, aumentati nel censimento del 1931 a 6.226 (6.166 musulmani e 41 cristiani) con 172 abitanti (167 musulmani, 4 cristiani e un ebreo) nei sobborghi.
Majdal era nota per la sua industria tessile. Nel 1909 la città aveva circa 500 telai.
Majdal fu occupata dall'esercito egiziano nelle prime fasi della guerra del 1948, insieme al resto della regione di Gaza che era stata assegnata allo Stato arabo nel piano delle Nazioni Unite. Nei mesi successivi, la città fu sottoposta a raid aerei e bombardamenti israeliani. Tutti i residenti della città, tranne circa 1.000, furono costretti a fuggire quando fu conquistata dalle forze israeliane a seguito dell'Operazione Yoav, il 4 novembre 1948. 
Rimasero solo 2700 abitanti all'incirca, 500 dei quali furono deportati dai militari israeliani nel dicembre del 1948 e buona parte dei rimanenti nel 1950. sicché la popolazione della città fu quasi del tutto composta da ebrei israeliani. Il generale Yigal Allon ordinò l'espulsione dei palestinesi rimasti, ma i comandanti locali non lo fecero e la popolazione araba tornò presto a superare le 2 500 unità, grazie soprattutto al rientro dei rifugiati e al trasferimento di palestinesi dai villaggi vicini. La maggior parte di loro erano anziani, donne o bambini. Durante l'anno successivo, i palestinesi furono rinchiusi in un'area confinata e circondata da filo spinato, che divenne comunemente nota come "ghetto". Moshe Dayan e il Primo Ministro David Ben-Gurion erano favorevoli all'espulsione, mentre il Mapam e il sindacato israeliano Histadrut si opponevano. Il governo offrì ai palestinesi incentivi positivi per andarsene, tra cui un cambio di valuta favorevole, ma provocò anche il panico con sanguinose incursioni notturne.
Il primo gruppo di palestinesi fu deportato nella Striscia di Gaza con un camion il 17 agosto 1950, dopo la notifica di un ordine di espulsione. La deportazione fu approvata da Ben-Gurion e Dayan, nonostante le obiezioni di Pinhas Lavon, segretario generale dell'Histadrut, che vedeva la città come un esempio produttivo di pari opportunità. 
Nell'ottobre del 1950 erano rimaste venti famiglie palestinesi, la maggior parte delle quali si era poi trasferita a Lydda o a Gaza. Secondo i registri israeliani, in totale 2.333 palestinesi furono trasferiti nella Striscia di Gaza, 60 in Giordania, 302 in altre città di Israele e un piccolo numero rimase nell'area.
Majdal fu concessa a Israele negli accordi armistiziali del 1949. Il ripopolamento delle abitazioni arabe conquistate dagli ebrei era una politica ufficiale israeliana, almeno dal dicembre 1948, ma il processo iniziò lentamente. Il campo di transito temporaneo (in ebraico ma'abara) divenne una residenza permanente, una città in via di sviluppo chiamata Ashqelon. Lo stile di costruzione era quello utilizzato nelle città di sviluppo: blocchi lunghi e grigi, molto cemento e un gran numero di appartamenti in ogni edificio. Il piano nazionale israeliano del giugno 1949 designò al-Majdal come sito per un centro urbano regionale di 20 000 persone. A partire dal luglio 1949, nuovi immigrati e soldati smobilitati si trasferirono nella nuova città, aumentando la popolazione ebraica a 2 500 persone nel giro di sei mesi. Questi primi immigrati provenivano per lo più dallo Yemen, dal Nord Africa e dall'Europa.
Nel 1949 la città fu ribattezzata Migdal Gaza e poi Migdal Gad. Poco dopo divenne Migdal Ashqelon. La città iniziò a espandersi con l'aumento della popolazione. Nel 1951 fu creato il quartiere di Afridar per gli immigrati ebrei provenienti dal Sudafrica e nel 1953 fu incorporato nella città. L'insediamento fu poi ribattezzato con l'attuale nome Ashqelon e ottenne lo status di comune nel 1953.
Nel 1955 Ascalona contava più di 16.000 residenti. Nel 1961 Ashqelon era al 18º posto tra i centri urbani israeliani, con una popolazione di 24 000 abitanti. La popolazione è cresciuta fino a 43 000 abitanti nel 1972 e a 53.000 nel 1983. Nel 2005 la popolazione era di oltre 106 000 abitanti.

## Economia
Ascalona è il limite settentrionale dell'oleodotto Trans-Israel, che trasporta il petrolio da Eilat a un terminal petrolifero del porto della città.

## Amministrazione

### Gemellaggi
- Côte Saint-Luc
- Xingyang
- Aix-en-Provence
- Kutaisi
- Weißensee
- Sopot
- Entebbe
- Portland
- Baltimora
- Aviano
- Sacramento, dal 2012[3]
- Scanzano Jonico

## Curiosità
Il nome dello scalogno deriva dal nome dell'antico porto di Ascalona, dal quale tale ortaggio veniva imbarcato alla volta dell'Europa dai crociati.